# Osvaldo Cruz (futebolista angolano)
Oswaldo Roque Gonçalves da Cruz (Luanda, 25 de março de 1970), conhecido apenas por Joni, é um ex-futebolista e treinador de futebol angolano que atuava como atacante.
Jogou a maior parte de sua carreira em clubes de Portugal (Oliveira de Frades, Tondela, Salgueiros, Académico de Viseu, União de Montemor, Olhanense e Recreio de Águeda), além de ter defendido o Al-Ahly (Egito) em 2002.
Em seu país, vestiu as camisas de ASA, Sagrada Esperança, Benfica de Luanda, Primeiro de Agosto e Petro de Luanda, onde se aposentou em 2006.

## Seleção Angolana
Pela Seleção Angolana, Joni disputou 45 partidas e fez 5 gols entre 1994 e 2001.
Fez parte do elenco que jogou a Copa Africana de Nações de 1996, atuando nos 3 jogos dos Palancas Negras na competição, tendo feito um gol no empate em 3 a 3 com Camarões.
Seu último jogo por Angola foi pela fase final das eliminatórias africanas para a Copa de 2002, quando a seleção empatou em 1 a 1 com o Togo.

## Treinador
Em agosto de 2021, Joni foi anunciado como novo treinador do Sporting de Benguela, substituindo o ex-lateral Yamba Asha.

## Títulos
Seleção Angolana
- Copa COSAFA: 1999 e 2001